# Joan Seguranyes

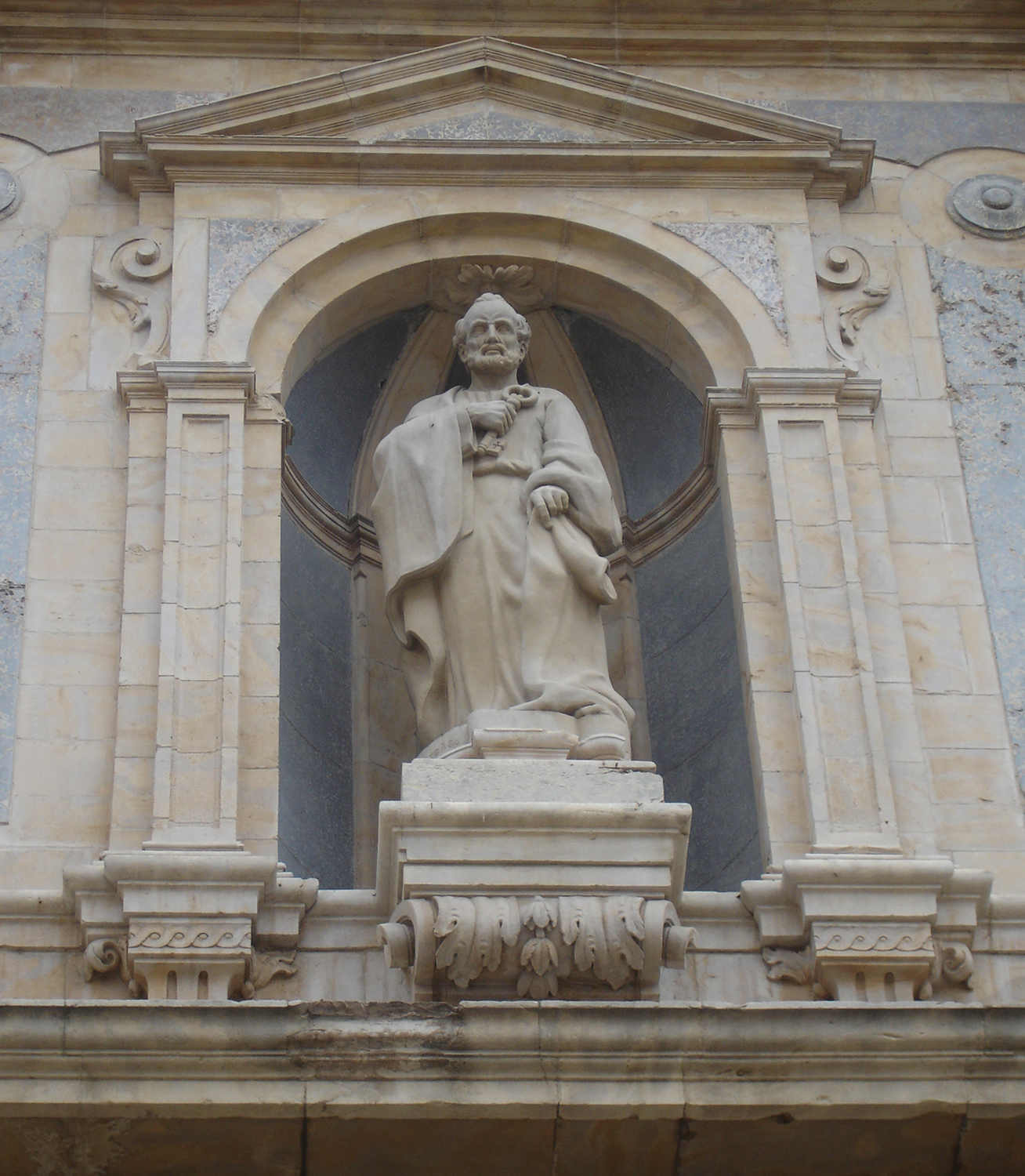
San Pedro, Catedral de Vic

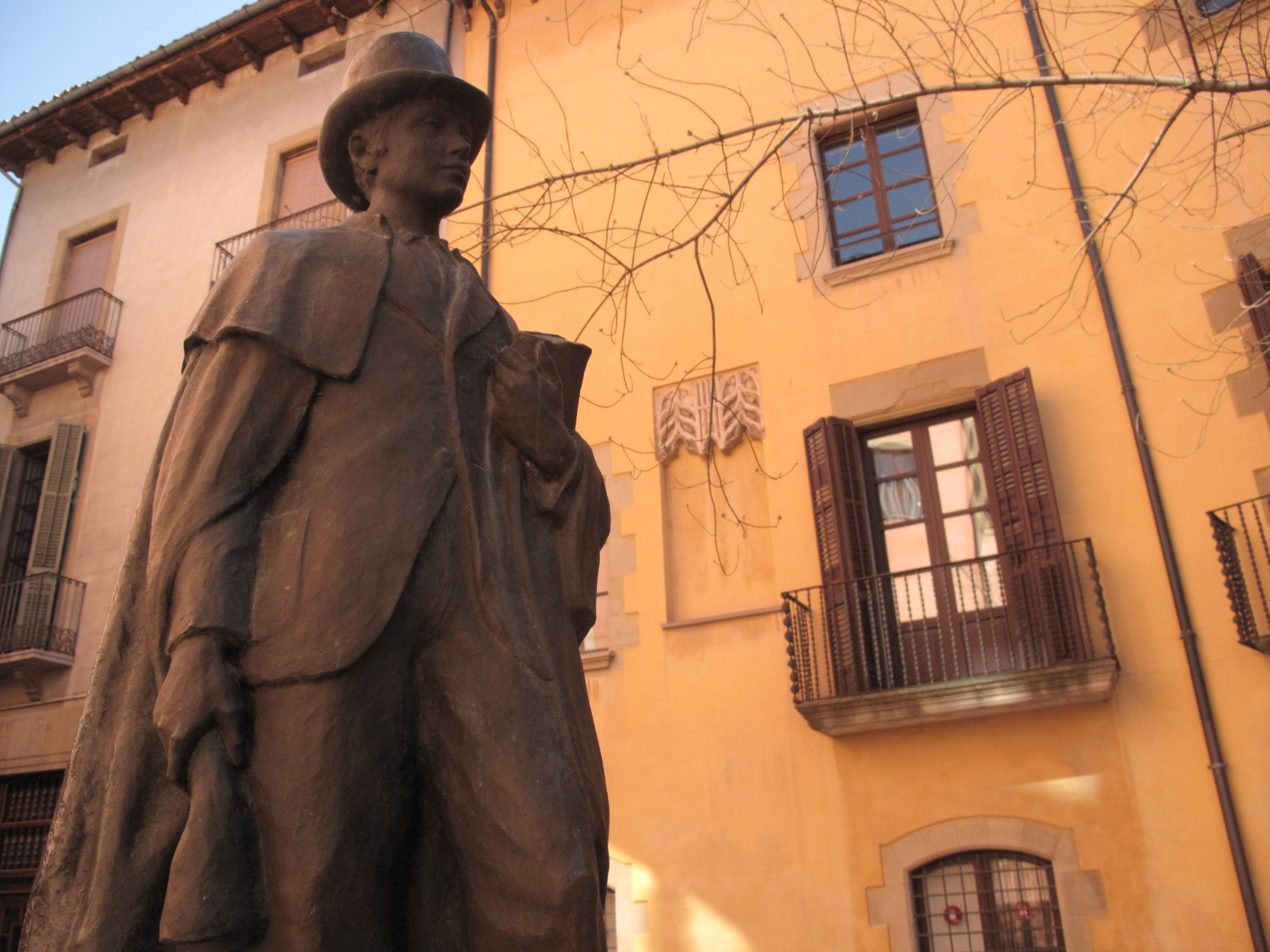
Monumento al Estudiante de Vic

Joan Seguranyes i Redorta (Vic, 1932) es un escultor español.
Hijo del también escultor Jaume Seguranyes i Solà, con el que se inició en el aprendizaje de la escultura, estudió en la Escuela Municipal de Dibujo y Escultura de Vic, así como en la Escuela de Artes y Oficios de Barcelona (la Escuela de la Lonja). En sus inicios trabajó como ayudante de Josep Clarà. Desde 1960 ha participado en diversas exposiciones colectivas, exponiendo por primera vez de forma individual en 1970 en la Sala Articolor de Vic y, posteriormente, en Barcelona, Sabadell, Alicante, Reus, Lloret, etc. Su obra, dedicada especialmente al desnudo femenino, es heredera del novecentismo catalán. Su método de trabajo se basa generalmente en el modelado en barro, que posteriormente funde en bronce. 

## Obras
- San Pedro, fachada de la Catedral de Vic.
- San Pedro, interior de la Catedral de Vic.
- Monumento al Estudiante de Vic (Vic).
- Retrato del Dr. Torres i Bages (Villafranca del Panadés).
- Busto de Anselm Clavé (Centellas).
- Busto del Dr. Grau (Prats de Llusanés).
- Retrato de Josep M. Anglada i d'Abadal (Vic).
- San Segismundo, Santuario del santo en el Montseny.
- Talla en madera de once imágenes para la Iglesia de los Dolores de Vic.
- San Felipe Neri, Templo Expiatorio de la Sagrada Familia (Barcelona).
- Busto de Mn. Josep Guiteras.
- Busto de Jaume Portell.
- Busto de Juan XXIII (Vic).
- Busto del industrial Josep Roca.
- Retrato del Dr. Jordi Sala i Soler (Vic).
- San Jorge, Consell Comarcal d'Osona (El Sucre).

## Exposiciones
- 2007 Galería Salduba / Sala E. Arimany, Tarragona.
- 2005 Galería Mar, Barcelona.
- 2002 Galería El Carme, Vic.
- 1996 Fundació Caixa Penedès, Villafranca del Panadés.
- 1995 Galería Terraferma, Lérida.
- 1994 Galería El Carme, Vic.
- 1990 Xarxa d'Art, Tosa de Mar.
- 1989 Galería Augusta, Barcelona.
- 1987 El Cau de la Carreta, Sitges.
- 1984 Galería Augusta,  Barcelona / Galería Mellado, San Lorenzo de El Escorial.
- 1982 El Cau de la Carreta, Sitges.
- 1981 Galería Bertran, Barcelona.
- 1980 Excm. Ayuntamiento, Lloret de Mar.
- 1978 Galería Sant Jordi, Granollers / Galería Anquins, Reus.
- 1977 Sala Rovira, Barcelona.
- 1976 Sala Sorolla, Elda.
- 1975 Sala Belles Arts, Sabadell.
- 1970 Sala Articolor, Vic.